# Emmanuel Pons Dieudonné de Las Cases

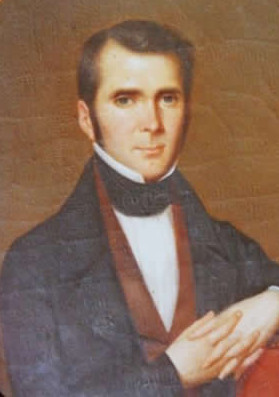
Emmanuel Pons Dieudonné de Las Cases

Emmanuel Pons Dieudonné de Las Cases (* 8. Juni 1800 in Saint-Méen (Département Finistère); † 8. Juli 1854 in Passy (Département Seine)) war ein französischer Politiker. Er war von 1830 bis 1848 Deputierter und während des Zweiten Kaiserreichs seit Ende 1852 Senator.

## Leben
Emmanuel Pons Dieudonné de Las Cases, der zuerst den Titel eines Barons führte und später zum Grafen avancierte, war der älteste Sohn des französischen Marineoffiziers und Staatsmanns Emmanuel-Augustin-Dieudonné-Joseph de Las Cases und Clementine de Kergariou. Er begleitete 1815 seinen Vater nach St. Helena, wo er dem verbannten Napoleon als Sekretär diente. Nach dessen Diktat schrieb er für die Kriegsgeschichte des Ersten Kaiserreichs wichtige Erinnerungen nieder. Am 27. November 1816 wurde er auf Befehl von Sir Hudson Lowe von Napoleon getrennt und am 30. Dezember 1816 mit seinem Vater in die Verbannung nach dem Kap der Guten Hoffnung geschafft. Seit 1817 lebte er in Belgien, Preußen und England, bis ihm 1819 gestattet wurde, unter angenommenem Namen nach Frankreich zurückzukehren. Ab 1820 studierte er zuerst in Straßburg und danach in Paris Rechtswissenschaften.
Las Cases verehrte Napoleon sehr und hasste Hudson Lowe glühend als dessen Kerkermeister. Als Lowe nach dem Tod des großen Feldherrn nach London zurückgekommen war, schlug ihm Las Cases im November 1822 auf offener Straße die Reitpeitsche ins Gesicht, worauf Lowe aber nicht reagierte. Las Cases schickte ihm außerdem eine Herausforderung, die Lowe mit Verachtung zurückwies, und reiste nach Frankreich zurück, da die Londoner Polizei gegen ihn Maßregeln ergriff. Am 11. November 1825 wurde Las Cases in Passy Opfer eines Anschlags und erlitt dabei zwei Stichverletzungen im linken Oberschenkel und im Brustbereich, doch war letztere Verwundung nicht so schwer, weil seine Brieftasche den Stich abgemildert hatte. Zwei Italiener, die plötzlich verschwanden, waren als Täter verdächtig. Da Lowe damals in Paris weilte und nach dem missglückten Mordversuch eilig abreiste, konnte ihn Las Cases als angeblichen Anstifter dieses Attentats beschuldigen.
Als Konstitutioneller nahm Las Cases an der Julirevolution von 1830 lebhaften Anteil, kämpfte mit und saß im Hôtel de Ville, wohnte auch mehreren politischen Versammlungen bei, besonders den wichtigen bei Jacques Laffitte. Das große Wahlkolleg des Départements Finistère brachte ihn durch die Wahl vom 28. Oktober 1830 als Abgeordneten in die Deputiertenkammer, in der er später bis 1848 für Landerneau saß. Er zeichnete sich durch Liberalismus und patriotische Gesinnung aus und war der nun herrschenden Dynastie Orléans sehr ergeben. 1837 erhielt er eine diplomatische Sendung in die Republik Haiti. Sein Name und seine schwärmerische Verehrung Napoleons bestimmten König Louis-Philippe I., ihn 1840 seinem Sohn, dem Prinzen von Joinville, beizugeben, als dieser Napoleons sterbliche Überreste von St. Helena abholte. In Gegenwart von Las Cases wurde das Grab geöffnet und mit Napoleons Asche kehrte er mit Joinville im Dezember 1840 auf der Fregatte Belle Poulé nach Paris heim. Sein an Bord dieses Schiffes geführtes Journal erschien 1841 in Paris.
Nach der Februarrevolution 1848, an der er keinen Anteil nahm, schloss sich Las Cases Charles Louis Napoléon an. Nachdem sich dieser ein Jahr nach seinem Staatsstreich als Napoleon III. zum neuen Kaiser Frankreichs gemacht hatte (2. Dezember 1852), ernannte er Las Cases am 31. Dezember 1852 zum Senator. Las Cases, der Ritter der Ehrenlegion war, starb plötzlich am 8. Juli 1854, nur wenige Tage nach seiner Heirat, im Alter von 54 Jahren in Passy.